# Silvije Begić
Silvije Begić (* 3. Juni 1993 in Posušje, Bosnien und Herzegowina) ist ein kroatischer Fußballspieler.

## Karriere
Begić begann seine Karriere beim NK Imotski. Zur Saison 2011/12 wechselte er nach Bosnien und Herzegowina zum NK Posušje. Zur Saison 2012/13 kehrte er nach Kroatien zurück und schloss sich dem NK Kamen Ivanbegovina an. Zur Saison 2013/14 wechselte er zum Zweitligisten NK Rudeš. In zwei Spielzeiten bei Rudeš kam er zu 46 Einsätzen in der 2. HNL.
Zur Saison 2015/16 wechselte Begić zum Erstligisten Inter Zaprešić. Sein Debüt in der 1. HNL gab der Abwehrspieler im August 2015, als er am fünften Spieltag jener Saison gegen den NK Istra 1961 in der Startelf stand. In seiner ersten Erstligaspielzeit kam er zu 18 Einsätzen. In der Saison 2016/17 absolvierte er 21 Partien in der 1. HNL. Im Juli 2017 wechselte er nach Russland zum Zweitligisten FK Orenburg. In Orenburg kam er in der Saison 2017/18 zu 28 Einsätzen in der Perwenstwo FNL, in denen er zwei Tore erzielte. Mit dem Verein stieg er zu Saisonende in die Premjer-Liga auf.
In der höchsten russischen Spielklasse absolvierte der Innenverteidiger in der Saison 2018/19 23 Spiele, ehe er im April 2019 von einem Kreuzbandriss ausgebremst wurde. Trotz der Verletzung wechselte er zur Saison 2019/20 innerhalb der Liga zu Rubin Kasan. Nach über 14 Monaten Verletzungspause stand er im Juli 2020 erstmals im Spieltagskader der Tataren, in der Saison 2019/20 kam er jedoch noch nicht zum Einsatz. Sein Comeback und Debüt für Rubin gab er im August 2020 gegen Lokomotive Moskau. In der Saison 2020/21 kam er insgesamt zu 18 Erstligaeinsätzen. Nach fünf Einsätzen zu Beginn der Saison 2021/22 wurde er im September 2021 an den Ligakonkurrenten Krylja Sowetow Samara verliehen. In Samara kam er bis zur Winterpause zehnmal zum Einsatz. Im Februar 2022 wurde er vorzeitig nach Kasan rückbeordert. Für Rubin spielte er dann viermal, ehe er seinen Kontrakt in Folge des Ukraine-Krieges im März 2022 pausierte. In seiner Abwesenheit stieg Kasan aus der Premjer-Liga ab.
Obwohl er im März 2022 noch seinen Vertrag wegen des Krieges pausiert hatte, blieb Begić in Russland und wechselte im September 2022 zum Erstligisten Ural Jekaterinburg.